# Gare d’Amiens
Gare d’Amiens vasútállomás Franciaországban, Amiens településen.

## Vasútvonalak
Az állomást az alábbi vasútvonalak érintik:
- Longueau–Boulogne-vasútvonal
- Amiens-Laon-vasútvonal

## Kapcsolódó állomások
A vasútállomáshoz az alábbi állomások vannak a legközelebb:
- Gare de Saint-Roch
- Gare de Longueau (C10)
- Gare de Villers-Bretonneux
- Gare de Daours
- Gare de Corbie
- Gare d’Albert
- Gare d’Abbeville
- Gare de Ham